# Der zweimal bestohlene Geldwechsler
Der zweimal bestohlene Geldwechsler ist ein orientalisches Märchen aus den Geschichten aus Tausendundeiner Nacht und zählt nicht zu den in der ältesten erhalten gebliebenen Galland-Handschrift erwähnten Geschichten, sondern wurde unabhängig von dieser von Antoine Galland in sein 1704 erschienenes erweitertes Werk eingefügt.
Die Kurzgeschichte erzählt von einem spitzfindigen Dieb, der einer Sklavin aus der Patsche hilft.

## Handlung
Ein Geldwechsler, der einen Beutel mit Gold bei sich hatte, ging einst an einer Bande Spitzbuben vorbei. Einer von ihnen wollte sich den Beutel zu eigen machen. Sie folgten dem Geldwechsler bis zu seinem Haus, wo er den Beutel auf eine Bank warf und in den Hof ging. Er rief dann eine Sklavin, sie möge ihm das Waschbecken bringen. Die Sklavin ging mit dem Waschbecken in den Hof und ließ die Tür des Zimmers, in welchem der Beutel war, offen. Der Dieb nutzte die Gelegenheit und stahl den Beutel. Doch seine Freunde sagten, wenn er ein geschickter Dieb sei, müsse er nun dafür sorgen, dass die Sklavin nicht geschlagen werde. Der Dieb ging ins Haus des Geldwechslers zurück. Er hörte vor der Tür, wie dieser seine Sklavin wegen des Beutels bestrafte. Er klopfte an die Tür, und als der Geldwechsler ihn fragte, wer er sei, stellte er sich als der Diener des Nachbarn auf dem Bazar vor, der den Geldwechsler grüße und ihn frage, warum er so leichtsinnig den Beutel vor die Tür seines Ladens werfe, sodass jeder Fremder sie mitnehmen könne. Bei diesen Worten zog der Dieb den Beutel hervor und zeigte ihn dem Geldwechsler. Der wollte den Beutel entgegennehmen, doch der Dieb erklärte, er könne den Beutel nicht übergeben, bis ein Empfangsschein mit dem Siegel des Geldwechslers ausgestellt sei, der die Übergabe bestätigte. Daraufhin ging der Geldwechsler fort, um den Schein zu schreiben. Währenddessen lief der Dieb mit dem Beutel davon. Die Sklavin hatte keine Strafe mehr zu befürchten.